# Walenty Domżalski
Walenty Domżalski (ur. w 1788, zm. 3 stycznia 1830) – obywatel Warszawy, urzędnik w autonomicznych władzach Królestwa Polskiego, poeta i wolnomularz.
Naczelnik wydziału dochodów niestałych w Komisji Rządowej Przychodów i Skarbu, we wrześniu 1821 r. mianowany nadzwyczajnym referendarzem stanu. Kawaler orderu św. Stanisława II klasy. Był czynnym członkiem loży Bracia Polacy Zjednoczeni. Był także członkiem Towarzystwa Prawdziwych Polaków, jednej z pierwszych tajnych organizacji, założonej ok. 1815 r. przez Ignacego Prądzyńskiego, Klemensa Kołaczkowskiego i Gustawa Małachowskiego.
Żonaty z Konstancją Kochanowską h. Korwin (1804 – 1864), córką Konstantego, dyrektora generalnego Loterii Krajowej Królestwa Polskiego, bratanicą Michała Kochanowskiego posła Sejmu Czteroletniego. Mieli czworo dzieci: syna Ignacego (1825 – 1863) który tak jak ojciec był urzędnikiem w Komisji Rządowej Przychodów i Skarbu, oraz córki Paulinę Marię Walentynę (1826 – 1892) żonę Feliksa Teodozjusza Stanisława Tukałło, dyrektora oddziału Banku Polskiego, Joannę Justynę Konstancję (1829 – 1832), oraz Marię Konstancję (1830 – 1892) żonę obywatela ziemskiego Józefa Wincentego Godlewskiego.
Zmarł nagle w nocy z 2 na 3 stycznia 1830 roku, w wieku 40 lat. W dniu 5 stycznia pochowany uroczyście na cmentarzu Powązkowskim w Warszawie. Mowę pogrzebową wygłosił jego wieloletni przyjaciel Władysław Miniewski (1795 – 1865, referendarz stanu, sędzią pokoju powiatu czerskiego, poeta, dramaturg, krytyk literacki i tłumacz).